# Anthurium mancuniense
Anthurium mancuniense är en kallaväxtart som beskrevs av Charles Dennis Adams. Anthurium mancuniense ingår i släktet Anthurium och familjen kallaväxter. Inga underarter finns listade.